# RIM-174 Standard ERAM

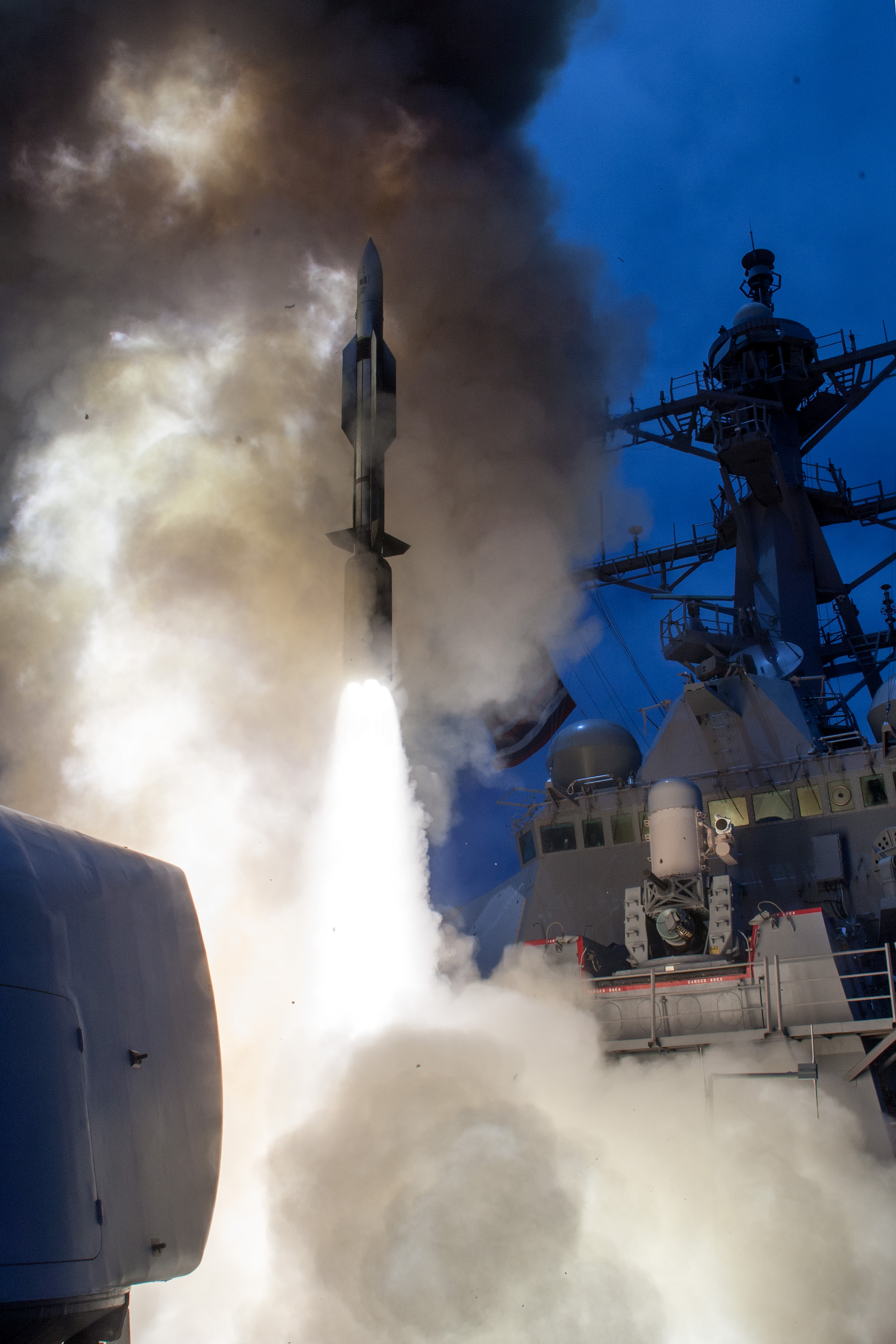
Zkušební odpálení střely SM-6 z torpédoborce USS John Paul Jones (DDG-53)

RIM-174 Standard Extended Range Active Missile (ERAM) (jinak též Standard SM-6) je americká protiletadlová, protiraketová a v omezené míře protilodní řízená střela dlouhého dosahu vyvinutá pro Námořnictvo Spojených států amerických. Střela byla do služby přijata v roce 2013. Do počátku roku 2016 bylo dodáno více než 250 těchto střel.
V lednu 2017 americké ministerstvo obrany vydalo souhlas s prodejem střel SM-6 pěti zahraničním uživatelům (mimo jiné Austrálie, Japonsko a Jižní Korea).

## Vývoj
Střelu vyvinula americká korporace Raytheon. Souhlas se sériovou výrobou střely byl dán v květnu 2013, přičemž sériová výroba se rozběhla v roce 2015. Korporace Raytheon střelu vyrábí ve svém závodu Redstone Arsenal v Huntsville ve státě Alabama. Počátečních operačních schopností střela dosáhla v listopadu 2013, přičemž plně bojeschopná má být ve fiskálním roce 2018.
V březnu 2016 byla otestována použitelnost střely SM-6 proti pozemním cílům. Během testu střela úspěšně zasáhla cvičný cíl v podobě vyřazené fregaty USS Reuben James (FFG 57). Test proběhl v rámci zavádění koncepce amerického námořnictva „distributed lethality“.
V současnosti je ve vývoji další verze této střely, SM-6 block IB s 53 cm motorem (současná verze má průměr raketového motoru 34 cm). Toto dodá střele větší energii pro manévry v případě obrany proti hypersonickým střelám.

## AIM-174

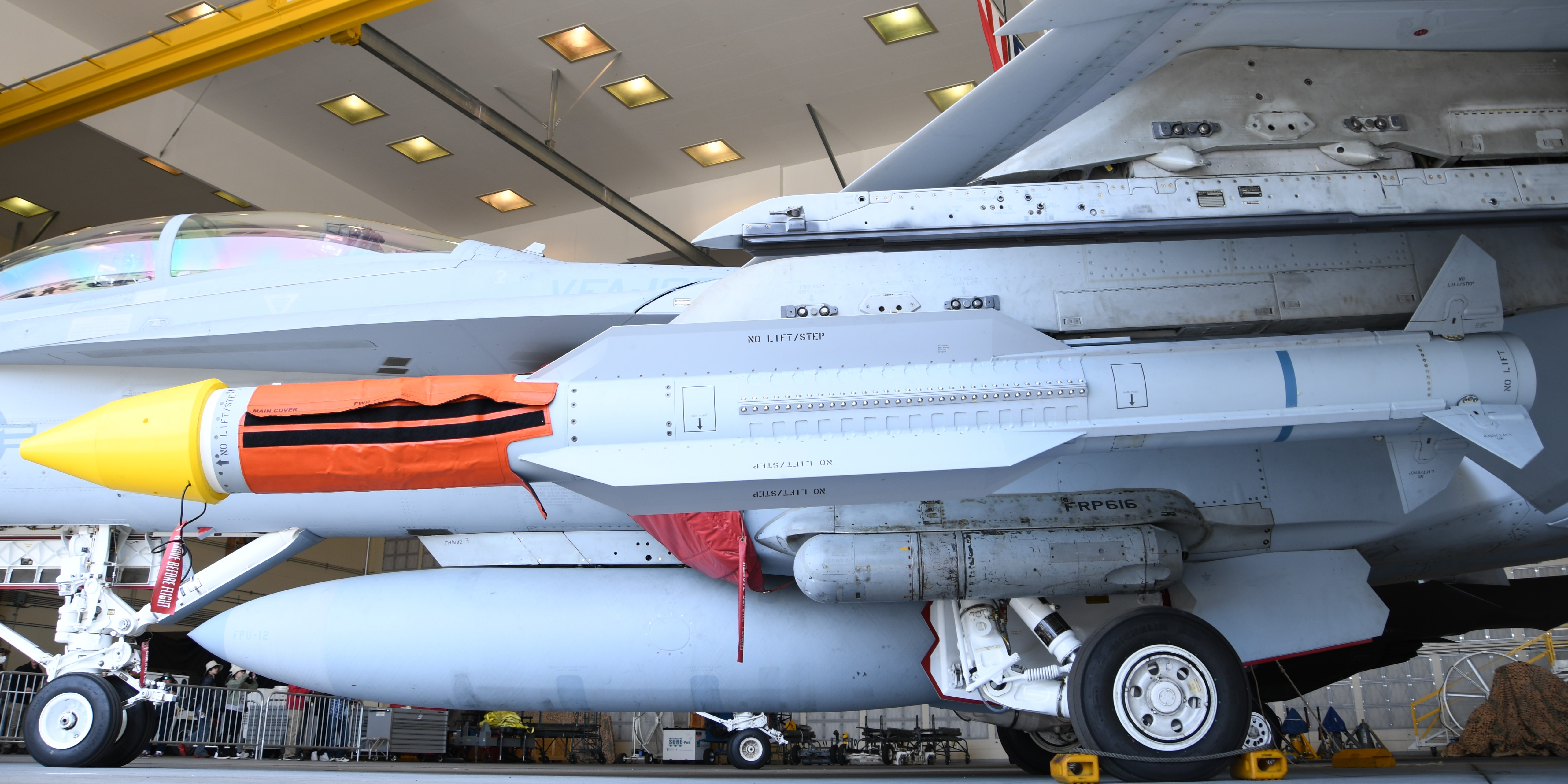
Bojový letoun F/A-18F Super Hornet se střelou AIM-174B

V roce 2021 byly poprvé zaznamenány bojové letouny F/A-18E/F Super Hornet testovací letky VX-31 nesoucí protiletadlové řízené střely AIM-174. Pravděpodobně probíhalo testování vyžitelnosti letecké verze střely SM-6. V roce 2024 se Super Hornety nesoucí AIM-174B objevily i na mezinárodním cvičení RIMPAC 2024. V létě 2024 americké námořnictvo potvrdilo, že AIM-174 je již v operační službě. Integrací derivátu námořní střely SM-6 do výzbroje bojových letounů námořnictvo získalo řízenou střelu s velmi dlouhým dosahem (BVRAAM), která je obdobou typů jako MBDA Meteor a Vympel R-37. Střela AIM-174B získala přezdívku „Gunslinger“.

## Uživatelé
Japonsko
- Japonské námořní síly sebeobrany

 Jižní Korea
- Námořnictvo Korejské republiky

 USA

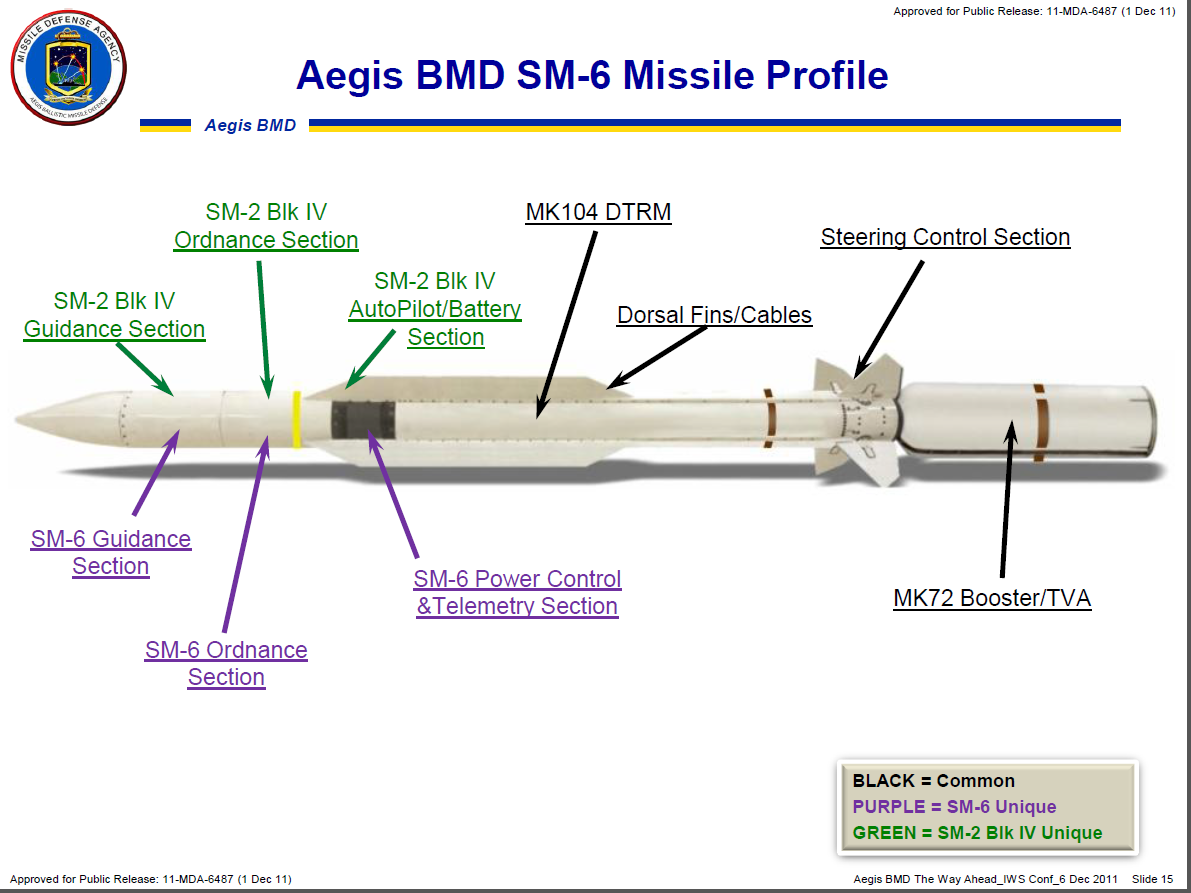
SM-6

- Námořnictvo Spojených států amerických

### Budoucí uživatelé
Austrálie
- Australské královské námořnictvo

## Hlavní technické údaje (RIM-174)
- Délka: 6,6 m
- Průměr: 0,53 m
- Rozpětí: 1,57 m
- Hmotnost: 1500 kg
- Rychlost: M 3,5
- Dosah: 240-460 km
- Dostup: 34 000 m